# Thomas Bach
Thomas Bach (* 29. prosince 1953, Würzburg) je bývalý německý šermíř a nyní sportovní funkcionář, devátý předseda Mezinárodního olympijského výboru. Je olympijským vítězem v šermu fleretem družstev z LOH 1976 v Montrealu.

## Sportovní kariéra
Věnoval se též tenisu a fotbalu, ale vynikl v šermu. V roce 1971 vyhrál bronz na juniorském mistrovství světa a záhy se začal prosazovat do německé reprezentace i v seniorské kategorii. V soutěžích družstev získal v letech 1973 až 1979 celkem čtyři medaile na mistrovství světa, z toho dvě zlaté včetně největšího úspěchu, olympijského vítězství na Letních olympijských hrách 1976 v Montrealu. V individuální soutěži nestartoval.
Mezitím se také stal dvakrát mistrem Německa ve fleretu jednotlivců v letech 1977 a 1978.

## Funkcionářská a profesionální kariéra
Už od roku 1975 byl zástupcem sportovců ve vedení Německého šermířského svazu a hned po skončení sportovní kariéry se zapojil do vedení sportovních organizací. Věnoval se též oblasti sportovního práva a byl členem odvolacího tribunálu Mezinárodní sportovní arbitráže v Lausanne. Zapojil se též do pořádání Mistrovství světa ve fotbale 2006 a Mistrovství světa ve fotbale žen 2011 v Německu.
Mimo sportovní oblast se stal mj. předsedou Arabsko-německé obchodní a průmyslové komory (GHORFA) a byl řadovým členem nebo předsedou správních či poradních rad několika obchodních společností. V letech 1988 až 1990 působil také jako člen poradního orgánu německého spolkového ministerstva hospodářství.

### Olympijské hnutí
V roce 1991 se stal členem Mezinárodního olympijského výboru (MOV), kde byl členem různých komisí, např. hodnotící, která slouží k posuzování měst kandidujících na pořádání olympijských her, marketingové, mediální, právnické a též komise sportovců. V roce 1996 byl zvolen do exekutivy MOV a v roce 2000 se stal jeho místopředsedou.
V roce 2006 se stal zakládajícím předsedou Německého svazu olympijských sportů (DOSB), který vznikl sloučením dosavadního Německého olympijského výboru a Německého sportovního svazu (DSB).
V květnu roku 2013 oznámil jako první ze všech zájemců, že hodlá kandidovat na místo předsedy MOV za Jacquesa Rogga, kterému končil třetí a podle pravidel poslední mandát. Ve své kampani, kterou označil mottem „Jednota v rozmanitosti“ mj. požadoval větší transparentnost MOV, větší diskusi o způsobu výběru olympijských sportů, revizi Olympijských her mládeže nebo zavedení věkového omezení pro členy MOV na maximálně 70 let. Bach byl před volbou z celkem šesti kandidátů označován za favorita. Zvolen byl na zasedání MOV v Buenos Aires nadpoloviční většinou hlasů již ve druhém kole, ve kterém členové MOV přitom stále ještě vybírali z pěti možností. Následně se vzdal postu předsedy DOSB, přestože jeho mandát měl vypršet až v roce 2014.
Byl důležitým činovníkem neúspěšné kandidatury Mnichova na uspořádání Zimních olympijských her 2018.
Na zasedání MOV v srpnu 2024 v Paříži oznámil, že po skončení druhého období nebude prezidentskou funkci obhajovat.

## Ocenění
V roce 1993 byl jmenován čestným členem Mezinárodní šermířské federace.

## Kritika

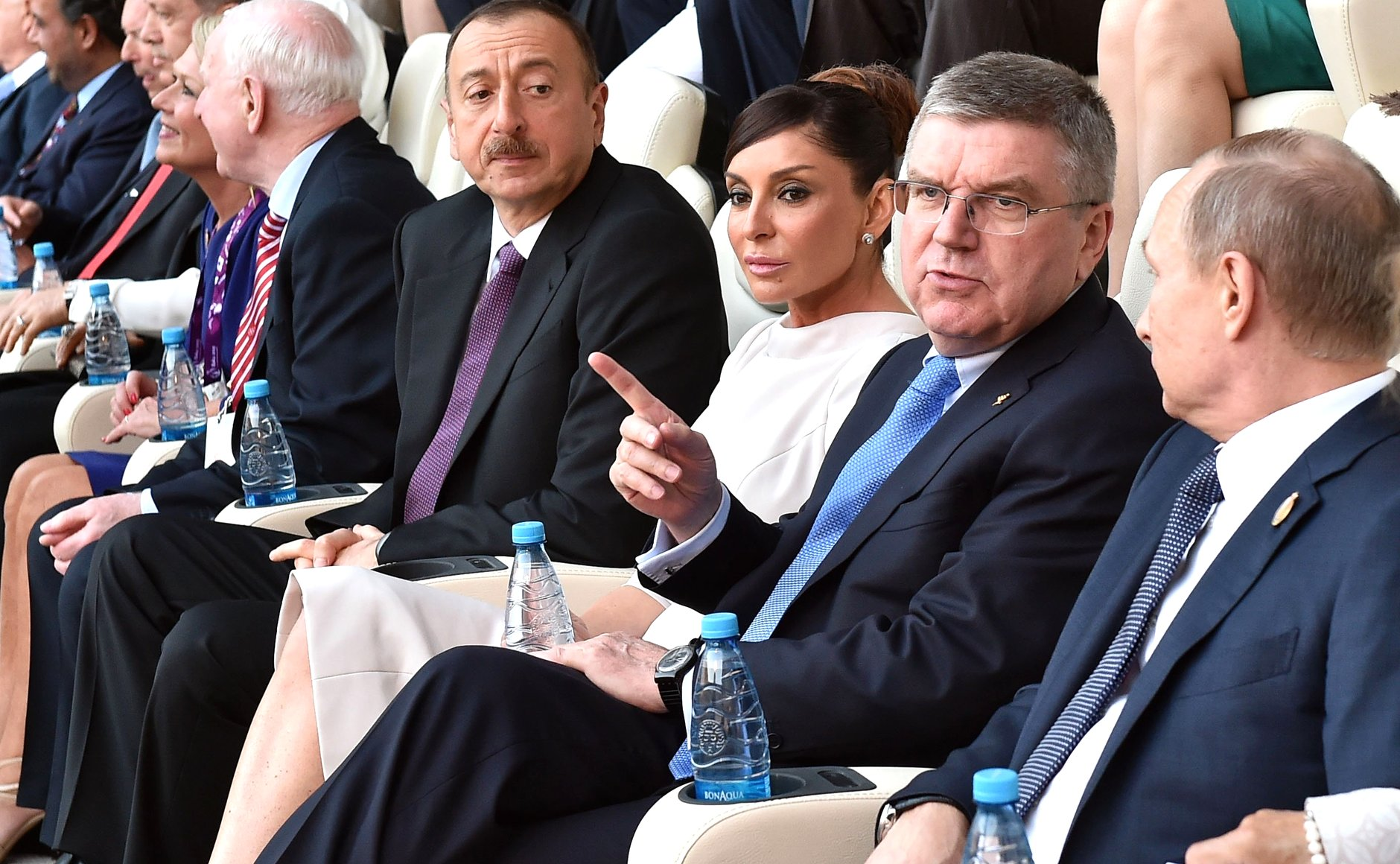
Slavnostní zahájení I. Evropských her v Baku v roce 2015. Zprava: prezident RF Vladimir Putin, Thomas Bach a prezident Ázerbájdžánu Ilcham Alijev s chotí

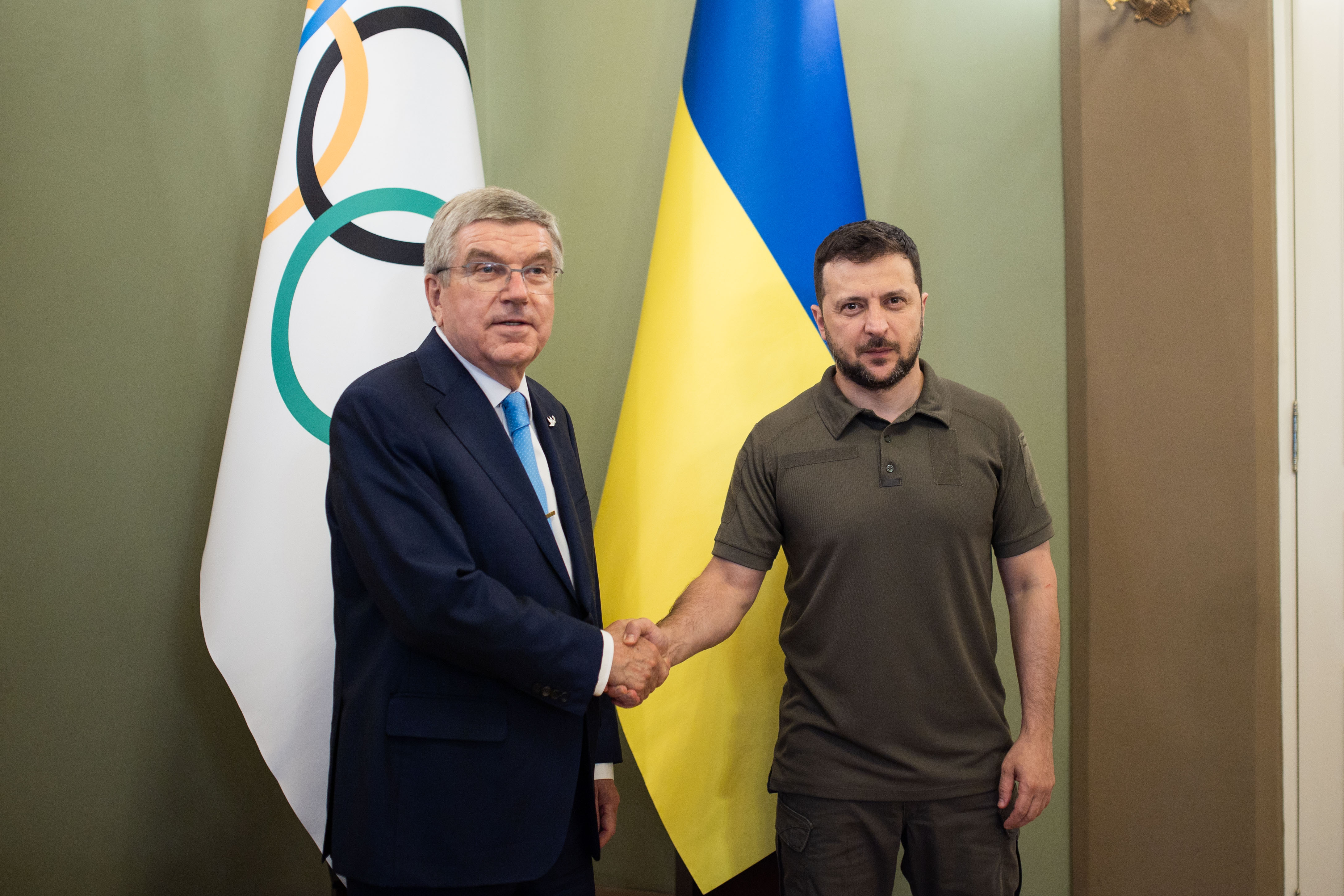
Bach a ukrajinský prezident Volodymyr Zelenskyj v Kyjevě v červenci 2022

V dopise  „Olympismus a korona“ dne 29. dubna 2020 napsal: "MOV bude i nadále odpovědný za svůj podíl na provozní zátěži a za svůj podíl na nákladech za odložené hry Tokio 2020." Další rok odmítl MOV zaplatit náklady za ochranu Thomase Bacha ve výši 3,79 milionu jenů (zhruba 34 000 USD) při návštěvě Hirošimy, která se uskutečnila mimo termín her. Položení květin u památníku obětí atomové bomby v Hirošimském mírovém parku bylo přeživšími kritizováno jako zneužití ve prospěch prosazování Olympijských her. The Washington Post nazval Bacha "Baronem von Ripper-off“, který posměšně odkazuje k baronům Coubertinovi a  Prášilovi a anglickému "rip-off" neboli podvod. Bach nebyl oblíben u japonské veřejnosti kvůli prosazování her a není divu, že přeložený japonský výraz „Bottakuri danshaku (ぼったくり男爵)“ se stal devátým nejužívanějším slovem roku 2021.
Thomas Bach byl na jaře roku 2023 kritizován za obhajobu účasti ruských a běloruských sportovců na olympijských hrách 2024 v Paříži s poukazem na článek 2 Olympijské charty: "Cílem olympismu je zapojit sport do služby harmonického rozvoje lidstva s cílem vytvořit mírovou společnost, která dbá o zachování lidské důstojnosti." Naproti tomu článek 4 říká: "Každý jednotlivec musí mít možnost provozovat sport bez jakékoli diskriminace..." V historii se nabízí příklad Jihoafrické republiky z doby apartheidu, která byla na více než 20 let vyloučena z olympijských her, ale tento příklad je odmítán z důvodu, že tehdy byly uplatněny sankce OSN. O těchto sankcích rozhoduje Rada bezpečnosti OSN, které je Rusko členem. Rusko má právo veta. V červenci 2024 MOV povolil 15 ruským sportovcům a 17 běloruským sportovcům účast na olympijských hrách pod neutrální vlajkou.
Bach podpořil účast Izraele na letních olympijských hrách v Paříži. Někteří kritici obvinili MOV z dvojího metru, protože jeho vedení v čele s Bachem odmítlo na izraelské sportovce uplatnit stejná omezení jako na ruské a běloruské sportovce, a upozornili na dlouholetou izraelskou okupaci Palestiny, která je členem MOV, a zabíjení palestinských sportovců při izraelských útocích v Gaze během války Izraele s Hamásem. V únoru 2024 podepsala skupina francouzských politiků a zákonodárců dopis určený MOV, ve kterém žádali, aby sportovci z Izraele směli na olympijských hrách vystupovat pouze pod neutrální vlajkou stejně jako sportovci z Ruska a Běloruska.

## Osobní život
Vystudoval práva a politickou vědu na univerzitě ve Würzburgu.
V roce 1977 se oženil s Claudií Karglovou.